# Yoroa taylori
Yoroa taylori är en spindelart som beskrevs av Harvey och Julianne M. Waldock 2000. Yoroa taylori ingår i släktet Yoroa och familjen klotspindlar.
Artens utbredningsområde är Queensland. Inga underarter finns listade i Catalogue of Life.